# زندگی خودش
زندگی خودش (انگلیسی: A Life of Her Own) فیلمی آمریکایی در سبک ملودرام به کارگردانی جرج کیوکر است که در سال ۱۹۵۰ منتشر شد.

## چکیده داستان
لیلی برانل جیمز (لانا ترنر) شهر کوچک خود در کانزاس را به مقصد نیویورک سیتی ترک می کند و در آژانس مدل توماس کاراوی استخدام می‌شود. او با مری اشلون (آن دووراک) مدل برتر پیشین دوست می‌شود. او به لیلی یک کفش سرامیکی می‌دهد، و می‌گوید که این کفش خوش‌شانسی در پی دارد.
مری که برای پیشه‌ خود افسرده شده است پس از یک شب زیاده‌روی در می‌خوارگی، خودکشی می‌کند.
لیلی به یک مدل سرشناس تبدیل می‌شود و...

## بازیگران
- لانا ترنر
- ری میلند
- لوئیس کالهرن
- آن دواراک
- بری سالیوان
- تام ایول
- جین هیگن
- دورتی تری
- کاتلین فریمن
- فیلیس کرک
- سارا هادن
- سارا پادن